# BLS Re 465
Die Re 465 ist eine von der BLS Lötschbergbahn beschaffte elektrische, vierachsige Universallokomotive mit Umrichtertechnik. Sie ist eine Variante der Re 460 der SBB und gehört zur Lok-2000-Familie. Die Lokomotiven der Lok-2000-Familie sind bis auf Weiteres die letzten Vollbahn-Streckenlokomotiven, die quasi komplett von schweizerischen Unternehmen konstruiert wurden. Der Lokomotivbau in der Schweiz musste inzwischen aus wirtschaftlichen Gründen weitgehend eingestellt werden. Einzig Stadler Rail stellt im Land noch Lokomotiven für den Rangier- und für den Zahnradbetrieb her.

## Technik
Die Re 465 stellen eine Weiterentwicklung der Re 460 dar. Wie diese hat sie GTO-Thyristoren als Ventile im Stromrichter und Drehstrom-Asynchronmotoren. Der Unterschied liegt in der Umrichteranlage. Im Fall der Re 460 besteht ein Traktionsstromrichter (in der Lok sind zwei Geräte verbaut, ein Gerät pro Drehgestell) aus zwei Vierquadrantenstellern, die den Zwischenkreis parallel versorgen, und einem Motor-Wechselrichter, der zwei Motoren parallel speist. Die Stromrichter der Re 465 gruppieren sich zu drei Vierquadrantenstellern parallel an einem Zwischenkreis mit zwei Wechselrichtern, je einen Motor im Drehgestell speisend. Somit lässt sich eine schleudernde Achse schneller und effektiver wieder in normalen Lauf bringen. Wurde bei der Entwicklung der Re 460 auf Dreipunkt-Stromrichter gesetzt, wurde im Gegensatz dazu die Re 465 mit Zweipunkt-Technik ausgestattet. Die Zwischenkreisspannung senkte man entsprechend von 3,5 kV (Re 460) auf 2,8 kV (Re 465). Zudem besitzt die Re 465 sechspolige Asynchron-Fahrmotoren (Re 460: vierpolige Asynchronmotoren). Daraus resultiert eine gegenüber der Re 460 erhöhte Dauerleistung von 6270 kW (Stundenleistung von 7000 kW).
Die Radsätze im Drehgestell stellen sich radial zum Gleisbogen ein.
Zudem ist die Re 465 im Unterschied zur Re 460 mit der Vielfachsteuerung des Systems IIId und (mit Übergangskabel) BLS/BBC ausgerüstet. Dies erlaubt die Vielfachsteuerung zum Beispiel mit Re 4/4II, Re 4/4III, Re 6/6, Re 425 oder Ae 415.
In den Jahren 2019 bis 2022 wurden die Lokomotiven einem Refit unterzogen. Darin enthalten waren unter anderem der Einbau der Vielfachsteuerung ZMS für den Güterverkehr mit Traxx- und Vectron-Lokomotiven und ETB (Ethernet Train Backbone) für den Autoverlad am Lötschberg. Die Kästen wurden saniert und neu in hellem BLS-Lindengrün mit blauem Logo lackiert. Die Arbeiten wurden in der eigenen Werkstätte der BLS in Bönigen ausgeführt, die Kosten beliefen sich auf 20 Millionen Franken.

## Geschichte

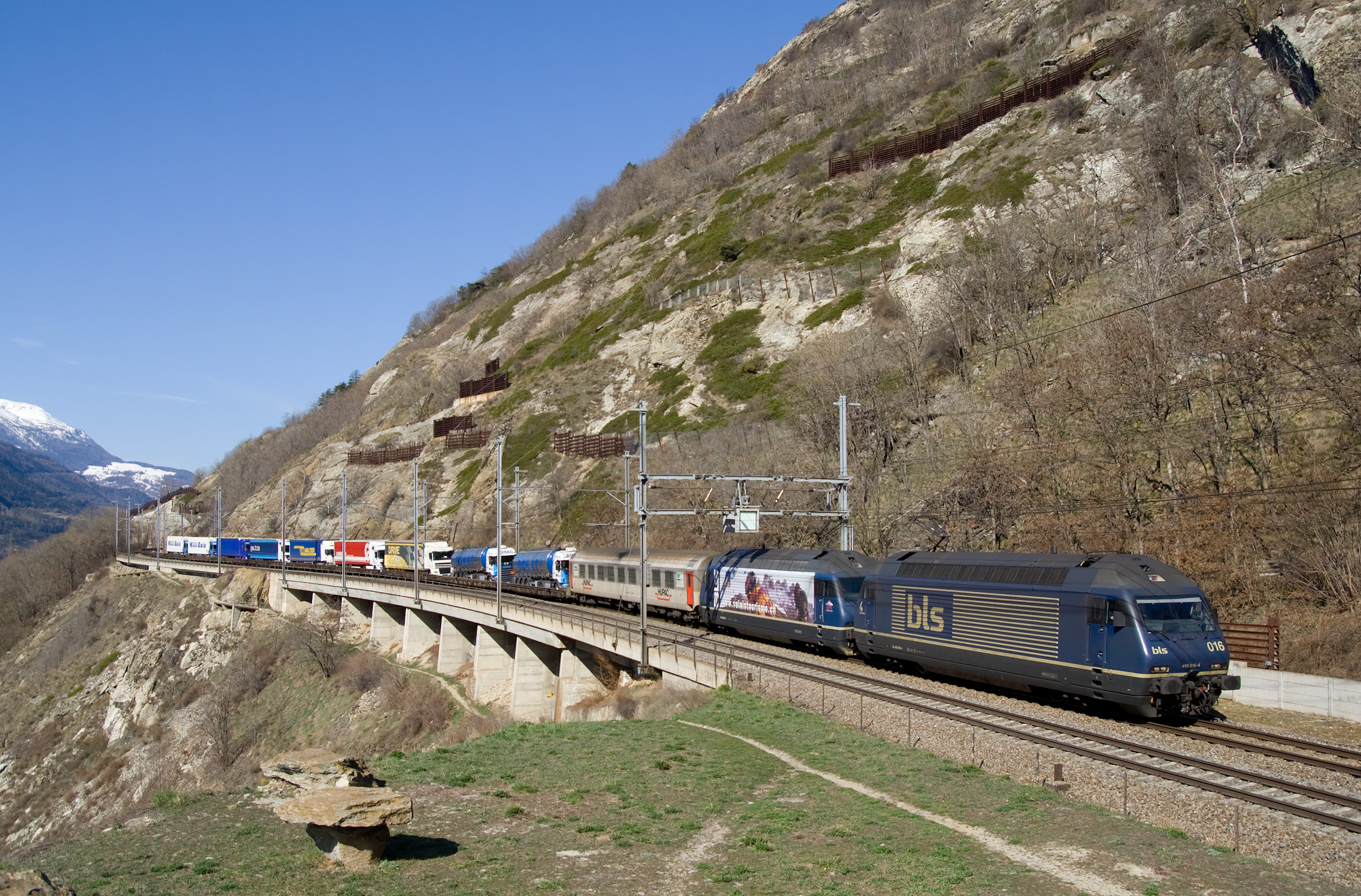
Rollende Landstrasse auf der Lötschberg-Südrampe bei Lalden, gezogen von zwei Re 465

Nachdem die Kinderkrankheiten bei den Re 460 behoben waren, waren die Re 465 erfolgreiche Konstruktionen. Dank ihnen gewann das schweizerische Konsortium SLM/ABB Ausschreibungen von Hochleistungslokomotiven in Norwegen (NSB El 18), Finnland (VR Sr2) und Hongkong (KCRC TLN/TLS).
Nach der Erstbestellung der BLS über acht Maschinen (001–008) sollten weitere zehn Loks für den BLS-Anteil am Huckepackkorridor bestellt werden. Aus finanztechnischen Gründen beauftragte der Bund die SBB, zehn Maschinen (009–018) zu beschaffen und an die BLS zu vermieten. Die Loks erschienen deshalb von Anfang an im BLS-Design und wurden auch in der Werkstätte Spiez unterhalten. 2003 gingen die Loks käuflich an die BLS AG über. Die Re 465 ist sowohl im Güterverkehr als auch im Personenverkehr anzutreffen, anfänglich mit Einheitswagen (EW) IV, seit 2004 meist mit EW-III-Pendelzügen; vereinzelt auch Pendelzüge mit EW I/II.
Nach der Ausrangierung der EW III-Pendelzüge haben diese Loks nebst dem Güterverkehr ein weiteres Betätigungsfeld gefunden: Seit dem Fahrplanwechsel im Dezember 2022 bespannen sie auch den GPX (Golden-Pass-Express) auf dem Teilstück Zweisimmen–Interlaken Ost. Zudem hat 2023 der Einsatz in den Autopendelzügen begonnen.
Von Dezember 2013 bis Dezember 2017 waren die Loks 015–018 an Railcare vermietet.

## Unfälle
Am 28. April 2006 kollidierte um 6:31 Uhr ein von Interlaken kommender ICE-1-Triebzug vor der Einfahrweiche des Bahnhofs Thun mit zwei Lokomotiven der BLS AG. Die beiden Fahrzeuge der Baureihe Re 465 (465 014 und 465 017) waren als Rangierbewegung unterwegs und sollten einen Güterzug übernehmen. Die Untersuchung des Unfalls ergab, dass der Lokführer der Rangierbewegung von einem auf „Halt“ stehenden Rangiersignal (Zwergsignal) überrascht wurde. Trotz unmittelbar eingeleiteter Schnellbremsung (aus 29 km/h) rutschten die Fahrzeuge mit 9 km/h in das Lichtraumprofil der ICE-Fahrstrasse durch. Unmittelbar darauf stiessen die beiden Lokomotiven mit dem noch 56 km/h schnellen ICE zusammen, der ebenfalls noch eine Schnellbremsung eingeleitet hatte. Die Lokomotiven wurden dabei etwa 63 Meter zurückkatapultiert und mehrere Wagen des ICE entgleisten.
Der Unfall ist ausserdem darauf zurückzuführen, dass der zuständige Fahrdienstleiter eine Dienstvorschrift missachtet hatte und so nur das letzte von drei Zwergsignalen „Halt“ zeigte, während das erste „Fahrt“ und das mittlere „Fahrt mit Vorsicht“ signalisierte. Normalerweise müssen jedoch die letzten beiden Zwergsignale vor einer Zugfahrstrasse auf „Halt“ stehen.
Bei dem Unfall wurden 30 Reisende und der Triebfahrzeugführer des ICE leicht verletzt. Der Lokführer der beiden Re 465 konnte sich noch rechtzeitig durch einen Sprung aus dem Führerstand in Sicherheit bringen. Der Sachschaden an den beiden Re 465 betrug knapp 3,5 Mio. CHF, beim ICE ca. 10 Mio. Euro und bei der Infrastruktur fast 800'000 CHF. Beide Lokomotiven wurden repariert und sind wieder im Planeinsatz, ebenso der ICE.

## Taufnamen
Die BLS taufte die Re 465 nach touristischen Zielen und Bergen in der Schweiz, wobei der Bezug nicht immer klar war. Später wurde davon abgerückt, nimmt man die Taufen auf Eurotunnel oder Spalenberg. Bei den Werbeloks 465 004 und 008 haben die neuen Namen nun einen Bezug zur Werbung. Im Zuge des Refits wurden Taufnamen und Bilder entfernt.

| Betriebsnummer | Taufname                 | Bild                    |
| -------------- | ------------------------ | ----------------------- |
| 465 001        | Simplon/Sempione 1       | Taufname BLS Re 465 001 |
| 465 002        | Gornergrat               | Taufname BLS Re 465 002 |
| 465 003        | Jungfraujoch             | Taufname BLS Re 465 003 |
| 465 004        | Saas-Fee/Mittelallalin 2 | Bild fehlt              |
| 465 004        | Trubschachen             | Taufname BLS Re 465 004 |
| 465 005        | Niesen                   | Taufname BLS Re 465 005 |
| 465 006        | Lauchernalp              | Taufname BLS Re 465 006 |
| 465 007        | Schilthorn               | Taufname BLS Re 465 007 |
| 465 008        | Niederhorn 2             | Bild fehlt              |
| 465 008        | Allegra                  | Bild fehlt              |
| 465 009        | Napf                     | Taufname BLS Re 465 009 |
| 465 010        | Mont Vully               | Taufname BLS Re 465 010 |
| 465 011        | Wisenberg                | Taufname BLS Re 465 011 |
| 465 012        | Eurotunnel               | Taufname BLS Re 465 012 |
| 465 013        | Stockhorn                | Taufname BLS Re 465 013 |
| 465 014        | Spalenberg               | Taufname BLS Re 465 014 |
| 465 015        | La Vue-des-Alpes 1       | Taufname BLS Re 465 015 |
| 465 016        | Centovalli 1             | Taufname BLS Re 465 016 |
| 465 017        | Schrattenflue 1          | Bild fehlt              |
| 465 018        | Brienzer Rothorn 1       | Taufname BLS Re 465 018 |

## Werbung

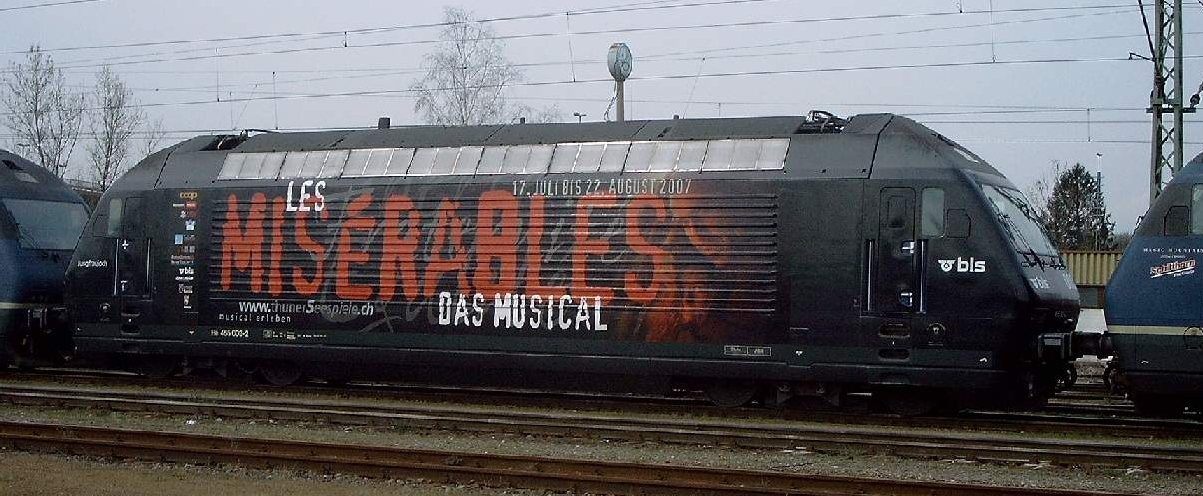
Re 465 003 mit Werbung "Thunerseespiele – Les Misérables"

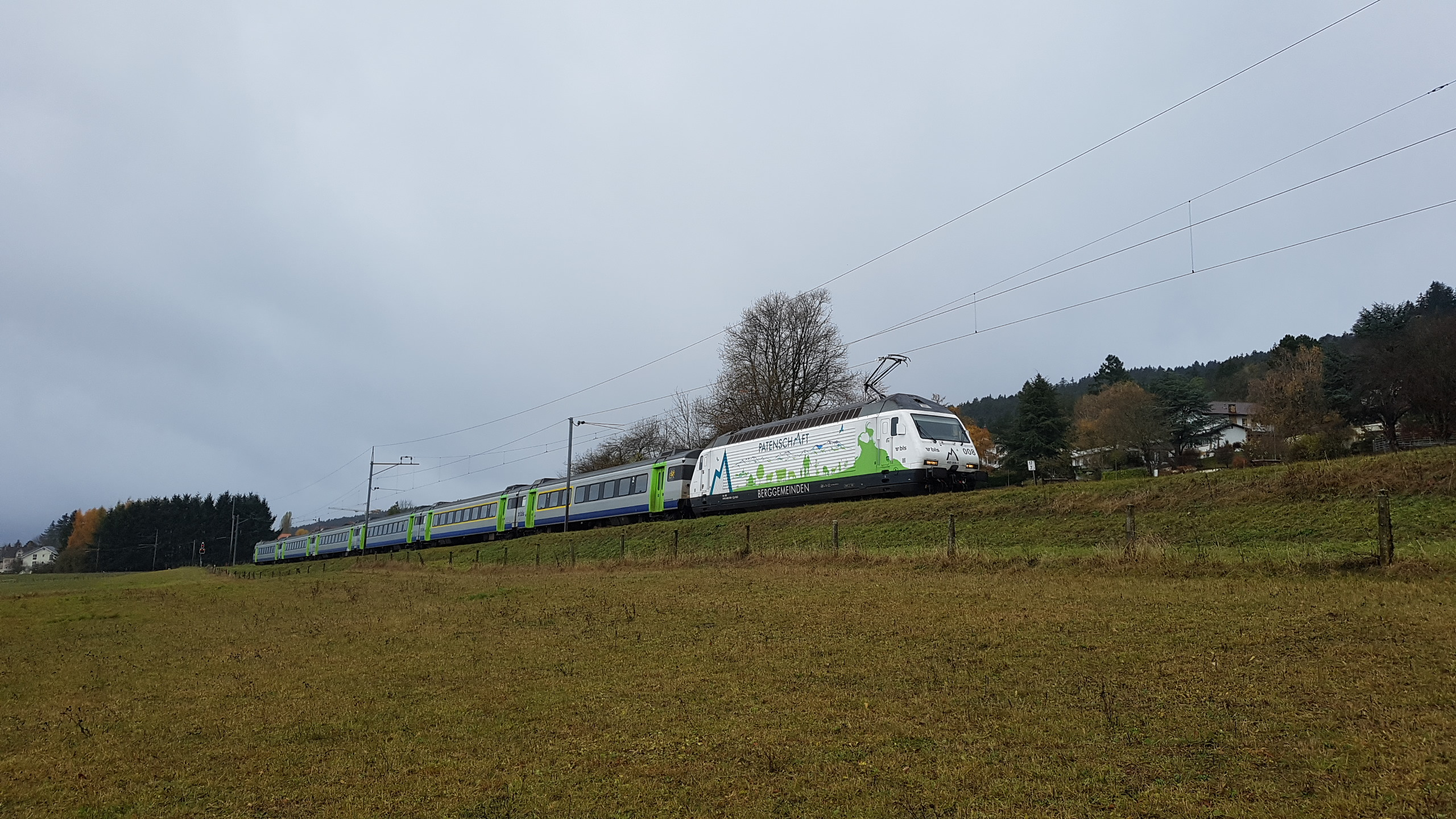
Re 465 008 mit Werbung "Patenschaft Berggemeinden"

Die Re 465 wurden und werden auch für Ganz- oder Teilwerbung genutzt, teils als Eigenwerbung. Auch die an die Railcare vermieteten Lokomotiven trugen einen speziellen Anstrich. Der letzte Eintrag entspricht jeweils dem heutigen Farbschema.
| Betriebsnummer | Farbvarianten | Bilder    |
| -------------- | --- | --------- |
| 465 001        | AlpTransit, 10 Jahre Lötschberg-Basistunnel, BLS-Lindengrün                                                                          | 1 2       |
| 465 003        | Mystery Park, Thunerseespiele – Miss Saigon, Thunerseespiele – Elisabeth, Thunerseespiele – Les Misérables, BLS-Blau, BLS-Lindengrün | 1 2 3 4 5 |
| 465 004        | Valais Tourismus, Kambly, BLS-Lindengrün                                                                                             | 1 2       |
| 465 008        | Golden-Pass-Line, Patenschaft für Berggemeinden, BLS-Lindengrün                                                                      | 1 2       |
| 465 010        | Expo.02, Sion 2006, BLS-Blau, BLS-Lindengrün                                                                                         | 1 3       |
| 465 015        | Cat’s Eye, BLS-Blau, BLS-Lindengrün                                                                                                  | 1         |
| 465 016        | Black Pearl, BLS-Blau, Stockhorn | 1 2       |
| 465 017        | Pink Panther, BLS-Blau, BLS-Lindengrün                                                                                               | 1         |
| 465 018        | Flash Fire, BLS-Blau, BLS-Lindengrün                                                                                                 | 1         |